# Daikin
Daikin Industries (яп. ダイキン工業株式会社 Дайкин Ко:гё: кабусики-гайся) — японская компания, мировой лидер в производстве бытовых и промышленных кондиционеров воздуха, систем отопления и вентиляции помещений. Имеет производства в Японии, Китае, Австралии, Индии, Юго-Восточной Азии, Европе и Северной Америке. Компанию по праву считают[кто?] новатором мирового уровня в области разработки оборудования для кондиционирования воздуха.

## История компании

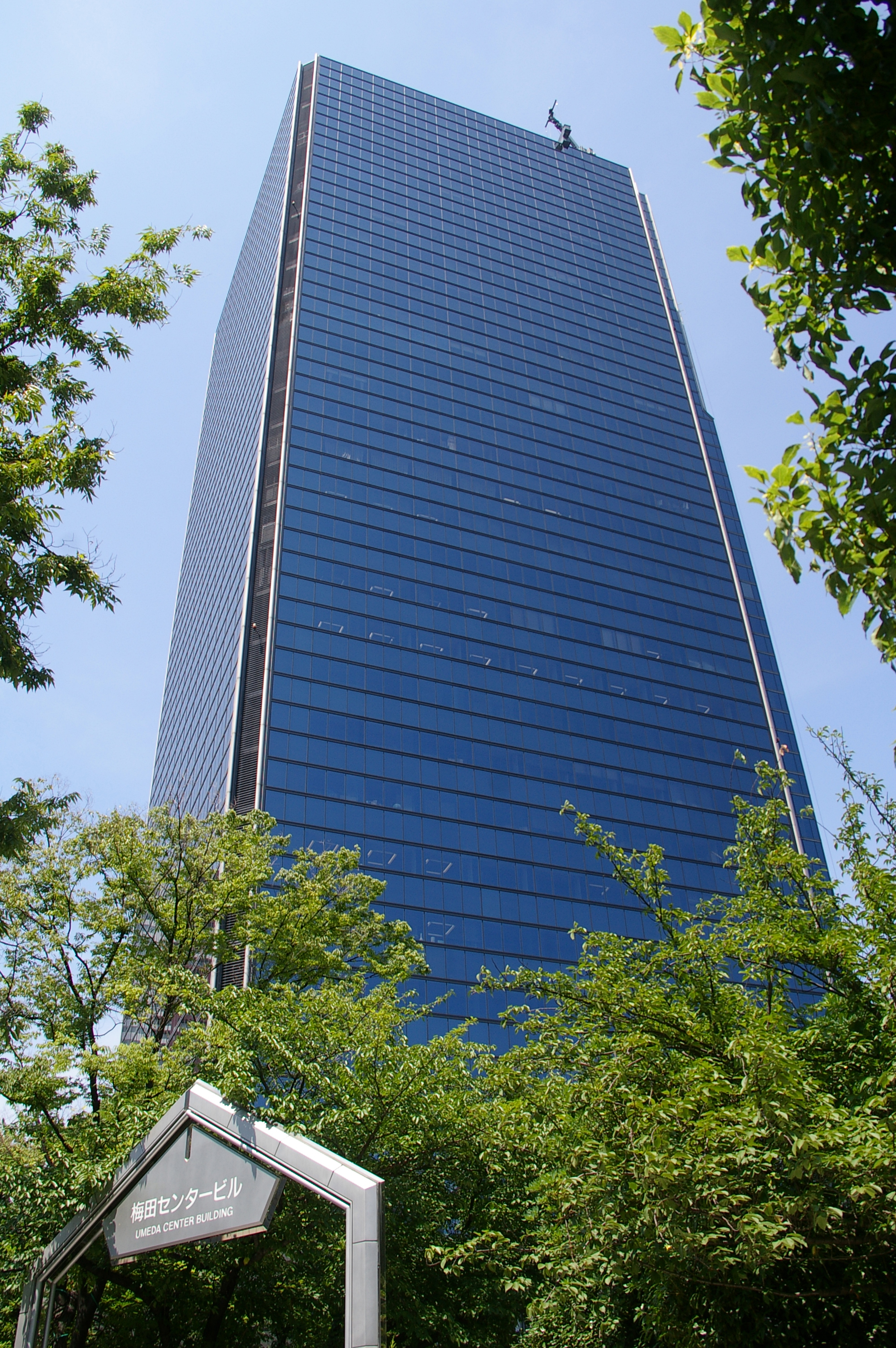
Штаб-квартира в Осаке

Основана в 1924 году Акирой Ямадой в Осаке под названием Osaka Kinzoku Kougyou (яп. 大阪金属工業株式会社), акцент был сделан на системы кондиционирования воздуха. В 1963 году компания переименовывается в Daikin Industries Ltd. Под маркой Daikin производятся как промышленные, так и бытовые модели кондиционеров. С тех пор она расширила свой производственный отдел, чтобы воспользоваться опытом в химии фтора. В долгосрочной перспективе планируется развивать и другие материалы, такие как оптические полимеры для волокон и компонентов.
В 1973 году в Бельгии в г. Остенде открывается дочерняя компания Daikin Europe NV, является 100 % дочерней компанией Daikin Industries Ltd. Сегодня это головной офис для Европы, России, стран Африки и Ближнего Востока.
В 1993 г. компания приняла специальную «Хартию глобальной охраны окружающей среды». В соответствии с этой хартией, в своей повседневной деятельности компания применяет и продвигает только экологически чистые технологии, которые снижают негативное воздействие на окружающую среду.
В 2013 году компания Daikin попала в топ-100 самых инновационных компаний мира по версии Forbes. В настоящее время компания Daikin находится на 478 месте рейтинга (2016 год).
В 2016 году компания Daikin объявила о покупке итальянской компании Zanotti, сделка оценивается в 107 млн $.
В 2019 дочерняя компания Daikin объявила о покупке сингапурской компании по управлению строительными системами BMS Engineering and Trading Pte Ltd за 12,9 млн $.

## Производство
В 1973 году вместе с открытием Daikin Europe NV открывается и завод по производству кондиционеров. Завод быстро выходит на передовые позиции по производству кондиционеров в Европе. Они расположены в городе Остенде (Бельгия) и Пльзень (Чехия).
Сегодня европейская компания проектирует и производит широкую номенклатуру высокотехнологичного оборудования для кондиционирования воздуха и поддержания комфортных условий в жилых, торговых и промышленных помещениях, а также для использования в промышленных целях.
Продукция Daikin включает чиллеры воздушного и водяного охлаждения, блочные кондиционеры воздуха, сплит-системы и многоблочные сплит-системы, системы типа Sky Air, а также системы VRV с возможностью охлаждения, обогрева и рекуперации тепла.
Помимо товаров гражданского назначения, Daikin производит винтовочные гранаты.

## Изобретения
Компании принадлежит свыше 1500 патентов. Наиболее известные изобретения:
- Впервые в Японии компания Daikin осуществила синтез фреона.
- Daikin первая в мире создала мультисплит-систему и супермультисистему.
- Компанией Daikin разработана система VRV — центральная система кондиционирования, изменившая всю отрасль.
- Во внутренних блоках Daikin впервые использован воздухоочиститель с технологией стримерного разряда.
- Модель Ururu Sarara — первый в отрасли кондиционер-очиститель-увлажнитель.
- Также Daikin первой предложила кондиционер с режимом теплового насоса.

## Подразделения
Daikin имеет семь отдельных промышленных управлений и подразделений:
- Очистка и кондиционирование воздуха
- Химическое производство
- Транспорт и холодоснабжение
- Полупроводники
- Гидравлические жидкости
- Электроника
- Сервисное обслуживание